# 乌镰翅鸡
，是鸡形目雉科的一种鸟类。

## 特征
乌镰翅鸡体重约1047.31克，翼长约223.2毫米，嘴峰长约25.9毫米，喙宽度约9.6毫米，喙厚度约10.6毫米，跗蹠长约41.8毫米，尾长约140毫米。乌镰翅鸡在其分布区内为留鸟，其栖息在半开放的高大树木组成的森林中，食性为草食性，主要食物来源是陆生植物。

## 亚种
- ：分布于育空和阿拉斯加交界处至西北加利福尼亚，温哥华岛。
- ：分布于阿拉斯加东南部和不列颠哥伦比亚省西北部。
- ：分布于从华盛顿州至加利福尼亚州和内华达州。
- ：分布于南加州。[4]